# Jean De Boë

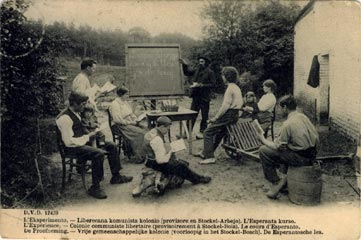
La communauté communiste libertaire, L'Expérience (1905-1908).

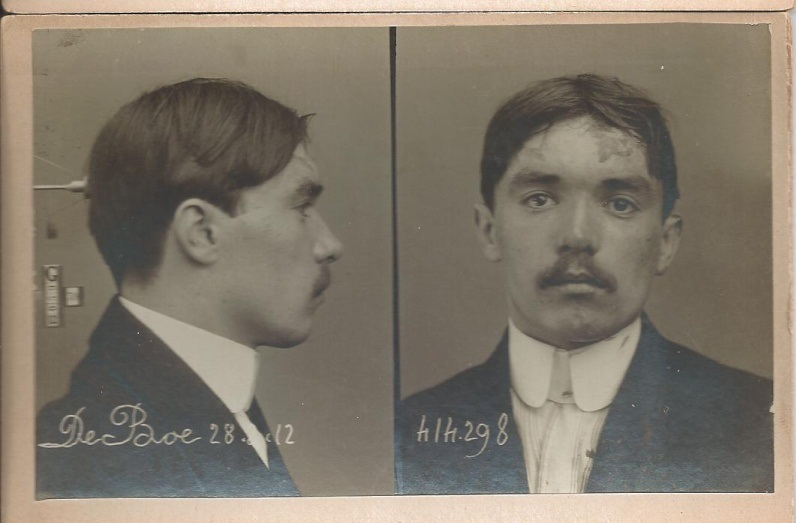
Photographie d'identité judiciaire de De Boë en 1912.

Jean Adelin De Boë, né le 20 mars 1889 à Anderlecht (Brabant) et mort le 2 janvier 1974 à Watermael-Boitsfort (Brabant), est un typographe, militant libertaire, anarcho-syndicaliste et criminel belge, fondateur du Syndicat unifié du livre et du papier de Bruxelles puis président de la Centrale nationale de l’industrie du livre (1945-1954) et secrétaire de la Fédération graphique internationale.
Il utilise plusieurs pseudonymes dont Quercus, Georges démos et G-Dém.
Le 28 février 1912, il est arrêté pour ses activités dans la bande à Bonnot et est condamné à 10 ans de travaux forcés. En 1922, il s'évade du bagne de la Guyane française pour rejoindre la Belgique où il s'investit jusqu'à sa mort dans des activités syndicales.

## Une jeunesse libertaire
Fils de Victor De Boë et Marie Vanderhondelinger, orphelin, il est élevé par sa grand-mère blanchisseuse et devient apprenti typographe,.
Après être passé par la Jeune Garde Socialiste, mouvement de jeunesses du Parti ouvrier belge, il se rapproche en 1906 de la communauté libertaire « L’expérience » de Stockel, (fondée par Émile Chapelier) avant de rejoindre le mouvement libertaire avec ses amis d'enfance Victor Serge et Raymond Callemin,.
En 1906, il adhère à l'Association libre des compositeurs et imprimeurs typographes de Bruxelles.
Il participe au journal antimilitariste « La Guerre sociale » fondé par Gustave Hervé en 1907.
En février 1909, il est arrêté distribuant des tracts lors d’un meeting à Bruxelles après avoir crié « Mort aux vaches ! ».
Il est un moment gérant du journal « Le Révolté » (belge) et milite au sein du « Groupe révolutionnaire de Bruxelles » de tendance individualiste libertaire,. Il est plusieurs fois condamné pour propagande révolutionnaire et outrage à la police.
Antimilitariste et insoumis, il se réfugie en France en 1910 à Romainville, non loin de la communauté des individualistes qui publient le journal « L'Anarchie ».

## La bande à Bonnot et le bagne
Avec trois autres anciens membres du Groupe révolutionnaire de Bruxelles émigrés eux aussi à Paris : Édouard Carouy, Raymond Callemin et Victor Serge, il est impliqué dans les actions illégalistes de la bande à Bonnot. Le 28 février 1912, Il est arrêté avec sa compagne Ida Barthelmess, avenue de Clichy à Paris, en même temps que Eugène Dieudonné. Il est accusé d’avoir participé au vol de l’usine Fumouze à Romainville et d’avoir négocié des titres volés rue Ordener.
Le 28 février 1913, il est condamné par la cour d'assises de la Seine, pour « recel et association de malfaiteurs » sans circonstances atténuantes, à 10 ans de travaux forcés, et à autant d’interdiction de séjour.
Fin 1913, il embarque pour l'Île du Diable en Guyane française aux côtés de Eugène Dieudonné.
Selon l'historien John Simkin, Jean De Boë n'a jamais fait partie de la bande à Bonnot, même s'il en connaissait depuis 1906 certains membres comme Victor Serge, Raymond Callemin, Octave Garnier, René Valet et Édouard Carouy.
Au régime politique, il complète ses connaissances par de nombreuses lectures. Après une tentative d’évasion, il décide de tenir et de subir sa peine jusqu'au bout.
Astreint ensuite à la relégation, il réussit à fuir en 1922 et à gagner la Guyane néerlandaise. Il travaille pour payer son passage par bateau et regagne Bruxelles en juin de la même année. Son ancien patron, imprimeur, le réengage aussitôt.

## Militant syndicaliste
Il déploie alors une intense activité syndicale et anime plusieurs grèves en 1925 et 1931, notamment celle de neuf semaines qui se déroule en 1925 et celle de décembre 1930-janvier 1931.
En 1926, il est un des fondateurs de la coopérative ouvrière « Les Arts graphiques ».
Il collabore à l’époque, souvent sous le pseudonyme de G. Dem ou Georges Demos, notamment au bimensuel anarchiste « Le Combat » (Flémalle-Grande et Bruxelles, février 1926 à avril 1928) dont le rédacteur principal est Camille Mattart et le gérant Hem Day.
En 1929, il participe activement au « Comité International de Défense Anarchiste » (CIDA), au « Comité d’Aide pour les victimes politiques » (CAPVP) contre l’expulsion du militant italien Angelo Bartolomei et au bulletin « Droit d’Asile » publié par Hem Day.
Au début des années 1930 il est, avec Piere Mahni, le correspondant pour la Belgique du bulletin « Correspondance Internationale Ouvrière » dont les deux principaux animateurs étaient Jean Dautry et André Prudhommeaux.
Il dirige également « Le Creuset » (1925-1932), bulletin mensuel de propagande syndicale, fondé à Bruxelles en avril 1925 et dans lequel il publie en 1930, sous forme de feuilleton, le récit de son voyage en URSS sous le titre « Le pèlerin de Moscou : 50 jours à travers la Russie nouvelle ».
Dès 1936, il apporte son soutien à la Révolution sociale espagnole et aux combattants anti-franquistes. Il se rend en Espagne en 1937. En 1939, il adopte deux fillettes orphelines des Asturies dont le père a été fusillé par les franquistes.
En juillet 1941, il échappe de peu à la Gestapo venue l’arrêter,. Réfugié en France, il revient à Bruxelles en août 1943 et doit vivre dans la clandestinité jusqu’à la libération de la capitale.
Après la guerre, il reprend l’action syndicale et réussit à unifier le mouvement du Livre alors divisé en six organisations.
Le 1er janvier 1945 il est désigné comme secrétaire général du Syndicat unifié du Livre et Papier de Bruxelles et, peu après, président de la Centrale de l’industrie du Livre et Papier de Belgique.
En mai 1946, il est parmi les trois fondateurs de la section belge de Solidarité Internationale Antifasciste (SIA) qui travaille en commun avec les anarcho-syndicalistes espagnols de la Confédération nationale du travail (CNT). Il publie à Bruxelles, en mars 1950, le journal SIA traitant presque exclusivement de la répression policière contre les militants libertaires en Espagne franquiste et plus particulièrement à la suite de l'exécution de quatre militants Luciano Alpuente, Wenceslao Gimenez, Francisco Martinez et José Sabate.
En 1949 est constituée à Stockholm, la Fédération graphique internationale dont il est le secrétaire du groupe des typographes pendant neuf ans.
À la fin des années 1950, il collabore au bulletin « Commission Internationale de Liaison Ouvrière » dont l’édition française est assurée par Louis Mercier-Vega et qui est l’organe du « Centre International de Liaison Ouvrière » (CILO) fondé en novembre 1957.
Il publie plusieurs ouvrages, dont « Propos subversifs » en 1967, où en couverture figure la devise : « Ne jamais mentir. Ne jamais trahir. Ne jamais désespérer. »

## Citation
« Il ne faut jamais perdre de vue que la production capitaliste est axée sur le profit. Et seulement sur le profit. Si l'on substitue les relais électroniques aux commandes humaines, ce n'est pas pour « soulager la peine des hommes», c'est tout simplement parce que cette forme de production réduit les coûts de fabrication. »

## Œuvres
- Le crime du Juge Thayer : l'affaire Sacco et Vanzetti, Le Creuset, bulletin mensuel de propagande syndicale, 3e année, n°6, juin 1927[17].
- Un siècle de luttes syndicales, 1842-1952, Bruxelles, Syndicat unifié du livre et du papier, 1952[18].
- Propos subversifs, Bruxelles, Syndicat unifié du livre et du papier, 1967[19].
- Des centaines d’articles sous son nom ou ses pseudonymes dans : L’Anarchie, La Guerre Sociale (Paris, 1907-1914), Le Réveil Syndicaliste (Jupille-Liège, 1932-1934) La Vie ouvrière (CGT), La Révolution Prolétarienne, Le Réveil de Genève, Le Monde libertaire, etc[3].

### Articles
- Nicolas Inghels, Histoire du mouvement anarchiste en Belgique francophone de 1945 à aujourd'hui, revue Dissidences, 3 novembre 2011, texte intégral.
- Vinz Otesanek, L’Expérience. Une communauté anarchiste à Boitsfort à la Belle-Époque, La Gazette de Bruxelles, 8 avril 2010, texte intégral.
- L'épopée de la bande à Bonnot, Rebellyon, texte intégral.
- PS, Solidarité Internationale Antifasciste (SIA), RA.forum, 26 janvier 2007, texte intégral.

## Audiovisuel
- Anne Steiner, Les anarchistes, corpus individualistes, Dictionnaire biographique Maitron, Centre d'Histoire Sociale, 15 avril 2014, voir en ligne.

## Notices
- Dictionnaire biographique du mouvement ouvrier français, « Le Maitron » : notice biographique.
- Dictionnaire des anarchistes :  notice biographique.
- Dictionnaire international des militants anarchistes : notice biographique.
- John Simkin, Jean de Boe, Spartacus Educational, septembre 1997 - juin 2013, notice biographique.
- L'Éphéméride anarchiste : notice biographique.
- The Anarchist Encyclopedia, notice biographique.
- Centre international de recherches sur l'anarchisme (Lausanne) : notice bibliographique.